# Anita Rahvelišvili
 Anita Rahvelišvili, gruzijski ანიტა რაჭველიშვილი, (Tbilisi,  28. lipnja 1984.), gruzijska je operna pjevačica, mezzosopran, koja je 2007. kao protagonistica otvorila sezonu u milanskoj Scali sa samo 23 godine.

## Karijera
Učila je klavir u Glazbenoj školi M. Mačavariani u Tbilisiju, a pjevanje na Državnom konzervatoriju V. Saradžišvili u istom gradu, gdje je i diplomirala i klasi Manane Egadze. Na Konzervatoriju je nastupala u ulogama Maddalene u Verdijevu Rigolettu te Olge u Jevgeniju Onjeginu Čajkovskog. U sezoni 2006/2007. bila je solistica Opere u Tbilisiju. 
Godine 2007. uključena je u Program mladih umjetnika milanske Scale, te je nastupila na njezinoj sceni u sporednim ulogama u Puccinijevu Triptihu pod ravnanjem Riccarda Chaillyja te u Pizzettijevu Ubojstvu u katedrali pod ravnanjem Donata Renzettija. Scala je sezonu otvorila 2007. Bizetovom operom  Carmen, ravnao je Daniel Barenboim, Anita Rahvelišvili pjevala je naslovnu ulogu, Jonas Kaufmann bio je Don Josè, a Erwin Schrott je bio Escamillo. Barenboim ju je tako lansirao među međunarodne operne primadone.  U njujorškome Metropolitanu debitirala je 2012. također kao Carmen.
I dalje usavršava pjevanje, a kao pedagog je vodi David Holst.

## Snimci
- Orfeo ed Euridice (Gluck) La Fura dels Baus, 2011, dirigent Gordan Nikolić. C Major, DVD & Blu-ray